# Willy Tröger

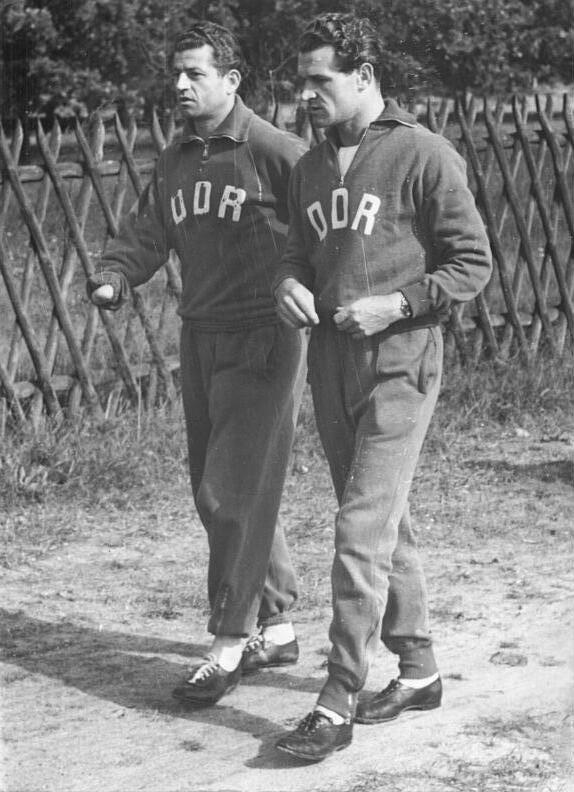
Willy Tröger (l.) gemeinsam mit Nationalmannschaftskollege Kurt Zapf

Willy Tröger (* 2. Oktober 1928 in Zwickau; † 30. März 2004 in Pirna) war ein deutscher Fußballspieler. Er absolvierte zwischen 1954 und 1959 15 Spiele in der DDR-Auswahl.

## Werdegang
Der Mittelstürmer, der für die bis zu seinem Karriereende als SC Wismut Karl-Marx-Stadt firmierende BSG Wismut Aue in der DDR-Oberliga 114 Tore in 237 Spielen schoss, war in den 1950er Jahren einer der populärsten DDR-Fußballer. In der Saison 1954/1955 wurde Tröger mit 22 Treffern Torschützenkönig der höchsten ostdeutschen Spielklasse. Bereits am 3. Februar 1955 nahm er in der Deutschen Sporthalle in der Berliner Stalinallee vom Stellvertreter des Vorsitzenden des Ministerrats, Walter Ulbricht, die staatliche Auszeichnung Meister des Sports entgegen und war somit einer von elf Fußballspielern der DDR, die an jenem Tag diese Ehrung erhielten. Tröger, der seine Laufbahn als Torwart begann, musste nach dem Zweiten Weltkrieg seinen Stammplatz im Tor räumen, weil dem damals 16-jährigen an der Front eine Granate die rechte Hand abgerissen hatte. In Zwickau-Oberhohndorf entdeckte ihn der damalige Spielertrainer Walter Fritzsch und nahm ihn mit zu Wismut Cainsdorf. Mit 22 Jahren wechselte Tröger zusammen mit Fritzsch von Cainsdorf nach Aue, das gerade in die Oberliga aufgestiegen war. Mit Wismut holte er den Pokal und drei Meistertitel ins Lößnitztal und hatte maßgeblichen Anteil daran. Tröger gehörte zu den besten deutschen Stürmern aller Zeiten. Er war der Stürmerstar im Verein und in der Nationalmannschaft. Er gehörte zu den DDR-Auswahlspielern der ersten Stunde und erzielte beim ersten Länderspiel-Sieg der DDR-Elf 1955 in Bukarest gegen Rumänien (3:2) zwei Treffer.
Insgesamt kam der gebürtige Zwickauer zwischen 1954 und 1959 zu 15 Auswahl-Einsätzen, in denen er 10 Tore erzielte. Außerdem bestritt er 14 Europacup-Spiele. Am 6. Oktober 1956 stand er vor über 100.000 Zuschauern im Leipziger Zentralstadion beim legendären Vergleich zwischen dem SC Wismut Karl-Marx-Stadt und dem 1. FC Kaiserslautern (3:5) auf dem Feld.
Willy starb am 30. März 2004 im sächsischen Pirna-Copitz im Alter von 75 Jahren. Er war an Magenkrebs erkrankt und zweimal operiert worden. Der erzgebirgische Folkrocksänger und Liedermacher Stefan Gerlach setzte dem Idol mit dem Lied „Tröger-Will“ ein musikalisches Denkmal. Zu Ehren Willy Trögers wurde das Stadion des VfL Pirna-Copitz in „Willy-Tröger-Stadion“ umbenannt (vorher: Sachsenstadion).

## Auszeichnungen
- Meister des Sports: 1955